# Sitochori (Evros)
Sitochori  este un oraș în Grecia în Prefectura Evros.